# Liste des ambassadeurs de Finlande au Danemark
L’ambassadeur de Finlande au Danemark est le représentant légal le plus important de la Finlande auprès du gouvernement danois.

## Ambassadeurs successifs
| Début | Fin      | Ambassadeur              | Observations                                  |
| ----- | -------- | ------------------------ | --------------------------------------------- |
| 1918  | 1919     | Armas Saastamoinen       | Chargé d'affaires (1918), envoyé (1918-1919). |
| 1919  | 1919     | Werner Cajanus           | Chargé d'affaires.                            |
| 1919  | 1927     | Gösta Idman              | Envoyé.                                       |
| 1927  | 1930     | Emil Nestor Setälä       | Envoyé.                                       |
| 1930  | 1934     | Onni Talas               | Envoyé.                                       |
| 1934  | 1938     | Rolf Thesleff            | Envoyé.                                       |
| 1939  | 1945     | Paavo Pajula             | Envoyé.                                       |
| 1946  | 1953     | Paavo Hynninen           | Envoyé.                                       |
| 1953  | 1956     | Päivö Tarjanne           | Envoyé (1953-1954), ambassadeur (1954-1956).  |
| 1956  | 1957     | Oskar Vahervuori         | Ambassadeur.                                  |
| 1957  | 1959     | Armas Yöntilä            | Ambassadeur.                                  |
| 1959  | 1961     | Olli Kaila               | Ambassadeur.                                  |
| 1961  | 1970     | Päivö Tarjanne           | Ambassadeur.                                  |
| 1970  | 1974     | Jaakko Hallama           | Ambassadeur.                                  |
| 1974  | 1977     | Veli Helenius            | Ambassadeur.                                  |
| 1977  | 1985     | Yrjö Väänänen            | Ambassadeur.                                  |
| 1985  | 1990     | Eva-Christina Mäkeläinen | Ambassadeur.                                  |
| 1990  | 1995     | Johannes Bäckström       | Ambassadeur.                                  |
| 1995  | 2001     | Ralf Friberg             | Ambassadeur.                                  |
| 2001  | 2005     | Pekka Ojanen             | Ambassadeur.                                  |
| 2005  | 2009     | Eero Salovaara           | Ambassadeur.                                  |
| 2009  | 2013     | Maarit Jalava            | Ambassadeur.                                  |
| 2013  | 2017     | Ann-Marie Nyroos         | Ambassadeur.                                  |
| 2017  | en cours | Vesa Vasara              | Ambassadeur.                                  |

## Sources